# 番紅花歷史

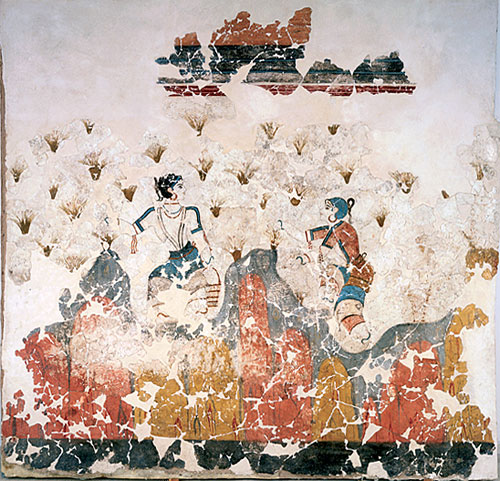
番紅花的花，被描繪成一簇簇的小紅花，由兩名婦女採集。零碎的米諾斯壁畫，愛琴海聖托里尼島嶼亞克羅提利的出土物。

人類栽種與使用番紅花的歷史，可以追溯到三千五百年前，橫跨多個文化、大陸與文明。番紅花，一種以番紅花（Crocus sativus）的乾燥柱頭製成的香料，自古一直是世界上最奢華的物質之一。有著略帶苦味的口感，似乾草的氣味，與微微金屬般的光澤，番紅花常用作食材調味、香水、染色與醫藥。番紅花土產自西南亞，於希臘首次種植。
現今種植的番紅花源自野生的卡萊番紅花（Crocus cartwrightianus）。人工栽種者藉由選擇突變的長柱頭來繁殖卡萊番紅花。例如，青銅器時代末期克里特島，出現的卡萊番紅花與番紅花的突變種。番紅花最早記載於西元前七世紀的亞述，亞述巴尼拔所匯編的植物文獻中。自此以後，便陸續揭露了四千年以來，番紅花可治療約莫九十種疾病等用途的記載。番紅花緩慢的傳播、遍及整個歐亞大陸，而後並到達北非、北美與大洋洲的部分地區。

## 希臘羅馬時期

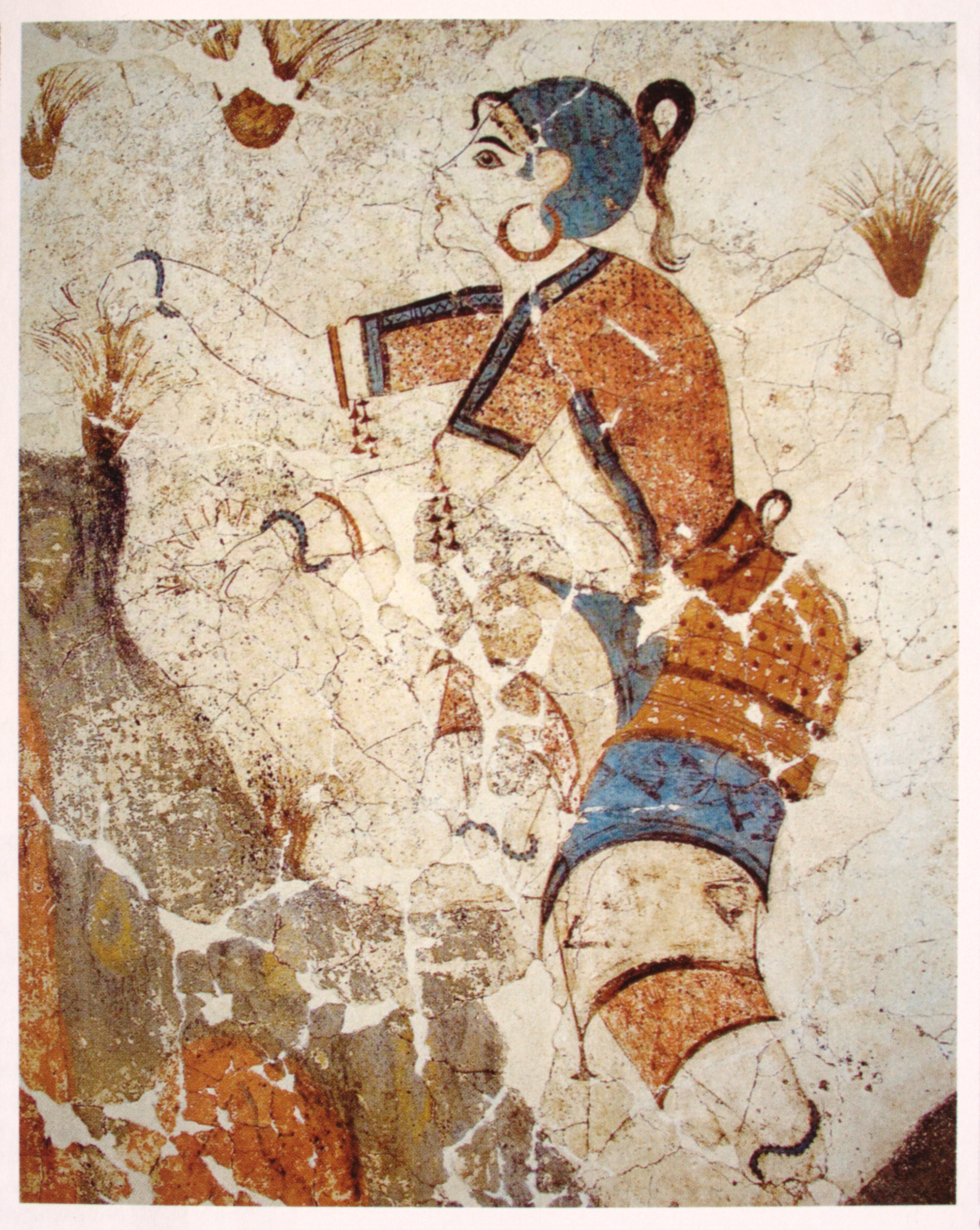
「番紅花採集者」壁畫的詳圖，來自賽斯特三號建築。此壁畫是發現於亞克羅提利古米諾斯居地裡，許多描繪有關番紅花的壁畫的其中之一。

番紅花在希臘羅馬古典時期（西元前八世紀至西元後三世紀）扮演著重要的角色。然而，希臘文化的番紅花其實起源於青銅器時代。克諾索斯宮殿的米諾斯克里特的壁畫記載了番紅花的收成，描繪著年輕女子與猴子採集番紅花花朵的情景。其中一個壁畫遺跡位於希臘聖托里尼島（古希臘時稱做錫拉島 (Thera)），亞克羅提利的賽斯特三號（"Xeste 3"）建築。賽斯特三號壁畫始於西元前1600–1500年間，另有各種其他的年代說，如西元前3000–1100年間，以及西元前十七世紀等。在他們的畫中，希臘女神監督著花朵的采摘與柱頭的挑選，以製成治療的藥材。同一址出土的另一壁畫也做了一名婦女以番紅花治癒其出血的腳的描畫。這些錫拉島壁畫是最早紀錄了將番紅花用作草藥的精密植物學畫像。米諾斯在聖托里尼島亞克羅提利種植番紅花的居地，最後於西元前1645年至1500年間，被強大地震與併發的火山爆發摧毀。火山灰掩埋並保存了番紅花壁畫。
根據古希臘傳說敘述，曾有一群粗獷的水手登船、經過了艱辛危險的航海，抵達了遙遠的奇里乞亞，為了取得他們心目中最有價值的番紅花。與番紅花有關的希臘傳說中，最有名的則是番紅花與牛尾菜的悲劇故事：英俊青年番紅花開始追求雅典附近樹林裡的木精靈牛尾菜。在一段短暫的田園詩般的戀情中，牛尾菜對番紅花的殷勤感到心滿意足，但很快的轉變為厭煩。番紅花持續的求愛，牛尾菜於是蠱惑番紅花，施法讓他變成一朵番紅花朵，有著亮橙色的柱頭，做為番紅花對牛尾菜不朽熱情的渺小象徵。奧維德後來回憶起此悲劇和香料時寫道：
"Crocus and Smilax may be turn'd to flow'rs,
And the Curetes spring from bounteous show'rs
I pass a hundred legends stale, as these,
And with sweet novelty your taste to please"
     — 奧維德，《變形記》

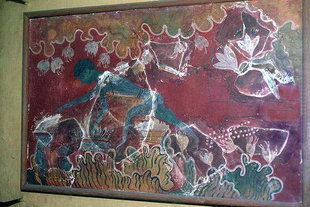
克里特克諾索斯米諾斯壁畫不精確的重建品，描繪一個男人（應是一隻猴子）採收番紅花的情景。

對古代地中海一帶的人們而言，奇里乞亞的沿海城市所羅易採集來的番紅花最有價值，尤其是用於香水和藥膏。然而，希羅多德與老普林尼等名人則認為產自肥沃月彎、亞述與巴比倫的番紅花，才是用於治療腸胃與腎臟疾病的最上等良藥。產於寇里坑恩洞穴與巴納塞斯山的希臘番紅花同樣也變得知名。奇里乞亞番紅花的顏色，在羅得島的阿波羅尼奧斯的《阿爾戈船英雄記》中被用來作為比喻，而其香氣則出現在馬提雅爾的《雋語》中。

## 引用
1. ↑  Deo 2003，第1頁。
2. 1 2  Hogan 2007，第3頁。
3. ↑  Grigg 1974，第287頁。
4. ↑  Hill 2001，第272頁。
5. ↑  McGee 2004，第422頁。
6. ↑  Goyns 1999，第1頁。
7. 1 2 3  Honan 2004。
8. 1 2 3  William 2001，第41頁
9. 1 2 3  Ferrence 2004。
10. ↑  Dalby 2002，第124頁。
11. ↑  Willard 2001，第37頁。
12. ↑  Willard 2001，第37–38頁。
13. 1 2  Willard 2001，第2–3頁.
14. 1 2  Willard 2001，第1頁.
15. ↑  Hood, S. (1978) The Arts in Prehistoric Greece, Yale University Press, pp. 48-49; Platon, N. (1947) Kritika Chronika, pp. 505-506
16. ↑  Argonautica of Apollonius Rhodius （页面存档备份，存于） at Project Gutenberg.
17. ↑  Christopher Francese. : 162. 2007.

## 外部連結
- . 寶石與金.   [2005-12-12]. （原始内容存档于2005-12-20）.
- . 番紅花專家.   [2005-12-12]. （原始内容存档于2007-03-21）.
- . 番紅花專家.   [2005-12-14]. （原始内容存档于2007-04-29）.